# Moacir Santos
Moacir Santos (entre os municípios de Serra Talhada, Flores, São José do Belmonte e Bom Nome, em Pernambuco, Brasil, 8 de abril de 1926 — Pasadena, 6 de agosto de 2006) foi um arranjador, compositor, maestro e multi-instrumentista brasileiro.

## Carreira
Iniciou sua carreira no sertão pernambucano como integrante de bandas. Na década de 1940 mudou-se para o Rio de Janeiro, e nessa cidade foi contratado pela Rádio Nacional. Durante dois anos, morou em São Paulo, onde regeu a orquestra da TV Record, voltando logo em seguida para o Rio de Janeiro. Em 1967 mudou-se para Los Angeles pois fora convidado para a estreia mundial do filme Amor no Pacífico, do qual havia sido compositor. Estabeleceu moradia fixa na região de Pasadena, na Califórnia, onde viveu compondo trilhas para o cinema e ministrando aulas de música. Moacir Santos faleceu em 6 de agosto de 2006.

## Realizações da carreira
Conhecido pelo seu virtuosismo, dominava o saxofone, o piano, a clarineta, o trompete, o banjo, o violão e a bateria. Note-se que ele iniciou-se como tocador de clarinete aos 11 anos.
É tido como um dos maiores mestres da renovação harmônica da música popular brasileira (MPB).
Foi parceiro de Vinicius de Moraes, e por esse foi homenageado na canção "Samba da Bênção", com Baden Powell: "Moacir Santos / tu que não és um só, és tantos / como este meu Brasil de todos os santos."
Foi assistente do compositor alemão Hans Joachim Koellreuter e professor de músicos como Baden Powell, Paulo Moura, João Donato, Nara Leão, Roberto Menescal, Sérgio Mendes e outros importantes nomes da música brasileira.
Em julho de 2006, ganhou o Prêmio Shell de Música.
Mark Levine, Anat Cohen e Muiza Adnet lançaram álbuns que consistem inteiramente da música de Santos.

### Obras
O seu primeiro disco intitula-se Coisas, lançado em 1965 pela gravadora Forma. Já morando nos Estados unidos lançou os discos Maestro (1972), Saudade (1974) e Carnival of the Spirits (1975) pelo selo Blue Note, e Opus 3 Nº 1 (1978) pelo selo Discovery.
Suas mais conhecidas composições são "Coisa n. 5", "Menino Travesso", "Triste de Quem", "Se Você Disser que Sim" (com Vinicius de Moraes) e "Nanã" (com Mário Teles).
Em 2001 sua obra foi novamente lançada no Brasil através do álbum Ouro Negro com arranjos e produção de Mario Adnet e Zé Nogueira, e com participações especiais de grandes artistas como Milton Nascimento, Djavan, Ed Motta, Gilberto Gil, João Bosco, João Donato entre outros. Em 2005 foi lançado um DVD com um show da Banda Ouro Negro, gravado ao vivo no Sesc Pinheiros em São Paulo, e um disco, pela gravadora Biscoito Fino, com várias composições do início da sua carreira, nunca antes gravadas chamado Choros & Alegria.

## Biografia
Após perder sua mãe aos 3 anos, Moacir foi criado por diferentes famílias, enquanto seu pai se unia a uma força volante contra cangaceiros. Desde a infância, destacou-se por seu talento musical, liderando uma banda de meninos e demonstrando aptidão acadêmica. No entanto, enfrentou obstáculos como tarefas domésticas pesadas e preconceito racial, reflexo das desigualdades persistentes no Brasil pós-escravidão.
A partir de 1980, Moacir Santos empreendeu uma busca meticulosa pelo seu registro de nascimento original, impulsionado por uma necessidade de esclarecer sua identidade. Originário de Bom Nome, um vilarejo remoto, sua jornada o levou a explorar os recantos da pequena localidade, desde a igreja até a residência do padre e da zeladora. Com o apoio de diversos colaboradores, a investigação retrocedeu ao período entre 1920 e 1935. Finalmente, após uma busca exaustiva, o registro de batismo foi descoberto no salão paroquial de São José do Belmonte, datado de 11 de setembro de 1926. Esse documento mencionava "Muacy", filho legítimo de José Francisco do Nascimento e Juleheita Pureza Torre, nascido em 26 de julho de 1926. Essa descoberta não apenas lançou luz sobre sua identidade, mas também ressaltou as complexidades enfrentadas por muitos brasileiros em relação à documentação e à cidadania. Motivado por esse evento marcante em sua vida, Moacir compôs "Agora eu sei" e também  "Now I know". Essa música, permeada pela emotividade do momento e pela reflexão sobre sua jornada pessoal, tornou-se um testemunho musical de sua busca pela identidade..

## Discografia
| Solo - 1964 - Luiza (RCA Victor) - 1965 - Coisas (Forma) - 1972 - Maestro (Blue Note) - 1974 - Saudade (Blue Note) - 1975 - Carnival of the Spirits (Blue Note) - 1978 - Opus 3, No. 1 (Discovery) - 2004 - Ouro Negro (Adventure Music) - 2005 - Choros & Alegria (Adventure Music) | com Kenny Burrell - 1973 - Both Feet on the Ground (Fantasy) - 1980 - Heritage (AudioSource) |